# Річард Зьоч
Річард Зьоч (англ. Richard Zouch, близько 1590, Енсті, графство Вілтшир — 1 березня 1661, Оксфорд) — англійський правознавець, суддя Адміралтейського суду; писав про застосування римського права в міжнародному публічному праві. Переслідуваний під час протекторату Олівера Кромвеля, все ж залишався професором Оксфордського університету. Під час відновлення монархії був відповідальним за відновлення професорів, позбавлених можливості читання лекцій. Творець поняття ius inter gentes (право між народами), який замінив термін, що використовувався до цих пір — ius gentium (закон народів). Поряд з Гроцієм вважався одним з найбільших експертів у галузі міжнародного права XVII століття. (закон народів). У своїх роботах, крім природного права, підняв важливість митних та міжнародних угод з вищим принципом Pacta sunt servanda (з латинської «договори мають дотримуватися»).
Поряд з А. Джентілі вважається одним із засновників позитивістської школи міжнародного права, що розглядала практику держав в їх стосунках між собою як справжнє джерело права.